# Trachurus
Trachurus is een geslacht van straalvinnige vissen uit de familie van de horsmakrelen (Carangidae). Het geslacht werd voor het eerst wetenschappelijk beschreven in 1810 door Constantine Samuel Rafinesque-Schmaltz.

## Soorten
- Trachurus aleevi (Rytov & Razumovskaya, 1984)
- Trachurus capensis (Castelnau, 1861)
- Trachurus declivis (Jenyns, 1841)
- Trachurus delagoa (Nekrasov, 1970)
- Trachurus indicus (Cuvier, 1833)
- Trachurus japonicus (Temminck & Schlegel, 1844)
- Trachurus lathami Nichols, 1920
- Trachurus longimanus (Norman, 1935)
- Trachurus mediterraneus (Steindachner, 1868)
- Trachurus murphyi Nichols, 1920
- Trachurus novaezelandiae (Richardson, 1843)
- Trachurus picturatus (Bowdich, 1825)
- Trachurus symmetricus (Ayres, 1855)
- Trachurus trachurus (Linnaeus, 1758) – Horsmakreel
- Trachurus trecae (Cadenat, 1950)